# Jean Baptiste Bouchotte
Jean Baptiste Noël Bouchotte (Metz, 25 dicembre 1754 – Le Ban-Saint-Martin, 7 giugno 1840) è stato un politico e militare francese.

## Biografia
Allo scoppio della Rivoluzione francese era un capitano di cavalleria ed il suo zelo l'ha condotto ad ottenere il grado di colonnello e di prendere il comando di Cambrai.
Quando Dumouriez schieratosi con gli austriaci, fece arrestare la delegazione francese e il ministro della guerra, marchese di Beurnonville, il 4 aprile 1793, Bouchotte, che aveva difeso coraggiosamente Cambrai, viene nominato dalla Convenzione Nazionale, ministro della guerra, incarico che ha tenuto fino al 31 marzo 1794.
Il ruolo predominante del Comitato di salute pubblica durante quel periodo non ha reso molto importante il ministero di Bouchotte, tuttavia egli ha fornito alcuni servizi nell'organizzazione degli eserciti repubblicani ed ha scelto i suoi ufficiali con attenzione, tra di loro si ricordano Jean-Baptiste Kléber, Andrea Massena, Jean Victor Marie Moreau e addirittura Napoleone Bonaparte.
Durante il Colpo di Stato del 9 termidoro, nel 1794, nonostante la sua onestà incontestabile, è stato accusato di anti-rivoluzione. È stato condannato dal tribunale dell'Eure-et-Loir ed è stato privato di ogni carica istituzionale e quindi anche quella di ministro della guerra. Allora si è ritirato dalla politica e ha vissuto il resto della sua vita nella sua villa a Le Ban-Saint-Martin, vicino a Metz.